# Medowa
Medowa (ukr. Медова) – wieś na Ukrainie w rejonie tarnopolskim należącym do obwodu tarnopolskiego.

## Historia
Właścicielem dóbr ziemskich Medowa był m.in. hrabia Włodzimierz Dzieduszycki.
W granicach Medowej znajduje się dawniej samodzielna wieś Kaplińce.
W II Rzeczypospolitej miejscowość w powiecie brzeżańskim województwa tarnopolskiego.
W latach 1939–1944 nacjonaliści ukraińscy z OUN-UPA zamordowali we wsi 8 Polaków.